# Analisi speditiva
Nelle scienze, si definisce analisi speditiva un tipo di analisi dotata di grande rapidità di risposta e facilità di impiego, spesso condotta in campo.
Queste analisi sono diffusamente impiegate come analisi di screening per una prima classificazione dei campioni e affiancano le analisi tradizionali, di solito condotte in laboratorio.
La necessità di affiancare l'analisi speditiva a quella tradizionale deriva dal fatto che di solito i metodi di analisi speditiva non hanno la sensibilità delle analisi di laboratorio e la risposta quindi può non essere esauriente per tutti i campioni.